# Train fantôme (déportation en Belgique)
Ne doit pas être confondu avec Train fantôme (déportation en France).
Le Train Fantôme du 2 septembre 1944 est le dernier convoi de déportation mis en place par les Nazis durant l'occupation allemande de la Belgique pendant la Seconde Guerre mondiale. Ce train devait quitter Bruxelles de bonne heure pour envoyer en Allemagne les prisonniers détenus à la prison de Saint-Gilles ainsi que les Juifs encore détenus au camp de rassemblement de Malines. À la suite d'actions de sabotage et de multiples atermoiements n'ayant pour autre objectif que d'empêcher le convoi d'atteindre sa destination, il est finalement renvoyé vers Bruxelles, le 3 septembre 1944. Les 1 500 prisonniers sont alors libérés par la Croix-Rouge internationale.

## Contexte
Depuis le 25 août 1944, le consulat de Suède et la Croix-Rouge internationale ne ménagent pas leurs efforts pour empêcher la déportation des quelque 5000 prisonniers répartis dans les différentes geôles du territoire belge. Ceci n'empêche pourtant pas le départ d'un convoi de prisonniers de la Gare de Schaerbeek, le 31 août 1944. Le Baron Kruuse af Verchou (sv), consul de Suède, est pressenti pour entendre la réponse de Richard Jungclaus de la bouche de l'ambassadeur allemand à leur requête officiellement déposée. C'est non, il ne pourrait être question de libérer les cas les plus sérieux. Dans le plus grand secret, les Allemands préparent même un convoi de 32 wagons à bétail.

## Le2 septembre 1944

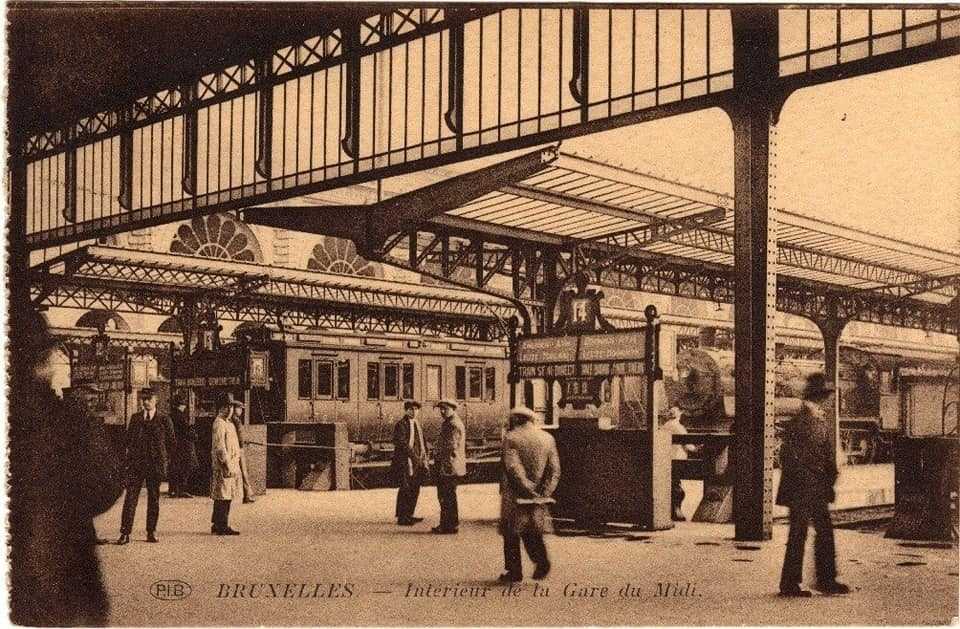
Bruxelles, ancienne gare de Bruxelles-Midi.

De bonne heure, la prison de Saint-Gilles est vidée de ses occupants, les femmes tout d'abord qui font partie d'un premier transport en camion bâché chante La Brabançonne, un coup de feu retentit pour les faire taire. Les gardes SS sont très nerveux en cette période de débâcle allemande. Tous ignorent où ils vont être emmenés mais chacun sait que les troupes alliées sont aux portes de Bruxelles. Bientôt, ils sont débarqués à la Gare de Bruxelles-Midi et passant entre deux rangées de SS menaçants, ils sont enfermés dans des wagons où il est pourtant indiqué 40 personnes ou 8 chevaux. Ils le sont à plus de 80. Les portes sont refermées, la chaleur devient étouffante mais rien ne se passe,,.
Michel Petit, le sous-chef de gare et membre de la résistance est arrivé tôt ce matin, il est de suite frappé de stupeur en constatant le déploiement de force sur deux quais de la gare. Il est vite informé de la décision des Allemands de faire déporter en Allemagne les 1370 prisonniers politiques de la prison de Saint-Gilles. Il faut impérativement et quel qu'en soit le prix empêcher ce train de partir. Ce convoi a reçu le no 1.682.508 et s'il est constitué, il ne dispose toujours pas d'une locomotive. Il est cependant censé partir à 8 h 30, rejoindre Malines pour prendre un autre contingent de détenus juifs du camp de rassemblement de Malines, faire route vers Essen, transiter par les Pays-Bas et, de là, regagner l'Allemagne,,.
Les Allemands réquisitionnent une première locomotive mais les cheminots voyant le N° de convoi sabotent la pompe hydraulique Westinghouse. Il faut en trouver une seconde mais dans un dépôt sous l'entier contrôle allemand, impossible de la saboter. Le premier ingénieur mécanicien se fait porter malade. Le second, préparant la machine se laisse intentionnellement tomber du tender, ils souffre horriblement de la cheville. Le troisième ne prend son service qu'à 14 h 0. Les Allemands fulminent mais ils ne sont pas au bout de leur peine,,.
Des cheminots prennent sur eux d'ouvrir les trappes de ventilation des wagons, ils murmurent aux prisonniers : « Ne vous inquiétez pas, le train ne franchira jamais la frontière »,,.
De palabres en palabres, un troisième conducteur est désigné, il s'agit de Louis Verheggen et son assistant, Louis Pochet, il est 15 h 30. La locomotive n'arrive pas, erreur d'aiguillage, elle a été envoyée sur une voie de garage, 20 nouvelles minutes de perdues. On peut enfin pratiquer cet attelage. Trois SS, armes au poing surveillent les deux machinistes. Tout semble maintenant en ordre pour envisager un départ mais le feu reste à l'arrêt. Les Allemands veulent brûler le feu, nouvelles discussions sans fin. Finalement, vers 16 h 30, le convoi s'ébranle. Le machiniste perd intentionnellement de la pression en ayant par exemple un usage immodéré du sifflet, il veille également à augmenter la consommation en eau de la locomotive. Nouveaux problèmes de signaux, et enfin, arrivée à la Gare de Forest vers 17 h 15, là, un train bloque le passage. De fil en aiguille il devient nécessaire d'avitailler en eau et devient impératif de retourner à Bruxelles pour ce faire. 17 h 55, la locomotive est de retour et le train quitte Forest pour Schaerbeek, toujours rencontrant de multiples difficultés. Ils doivent se rendre à Malines pour y embarquer les prisonniers juifs mais les feux sont continuellement au rouge. Les SS menacent, imposent de passer outre mais un aiguillage les conduit sur une voie latérale. Le conducteur informe les gardes qu'à Malines, il aura besoin d'eau sachant pertinemment que le dernier raid allié a détruit le château d'eau. Ils doivent être dérouté sur Muizen où ils arrivent à 22 h 30. Les Allemands souhaitent se remettre en route à 5 h 30 le lendemain,,.

## Le3 septembre 1944

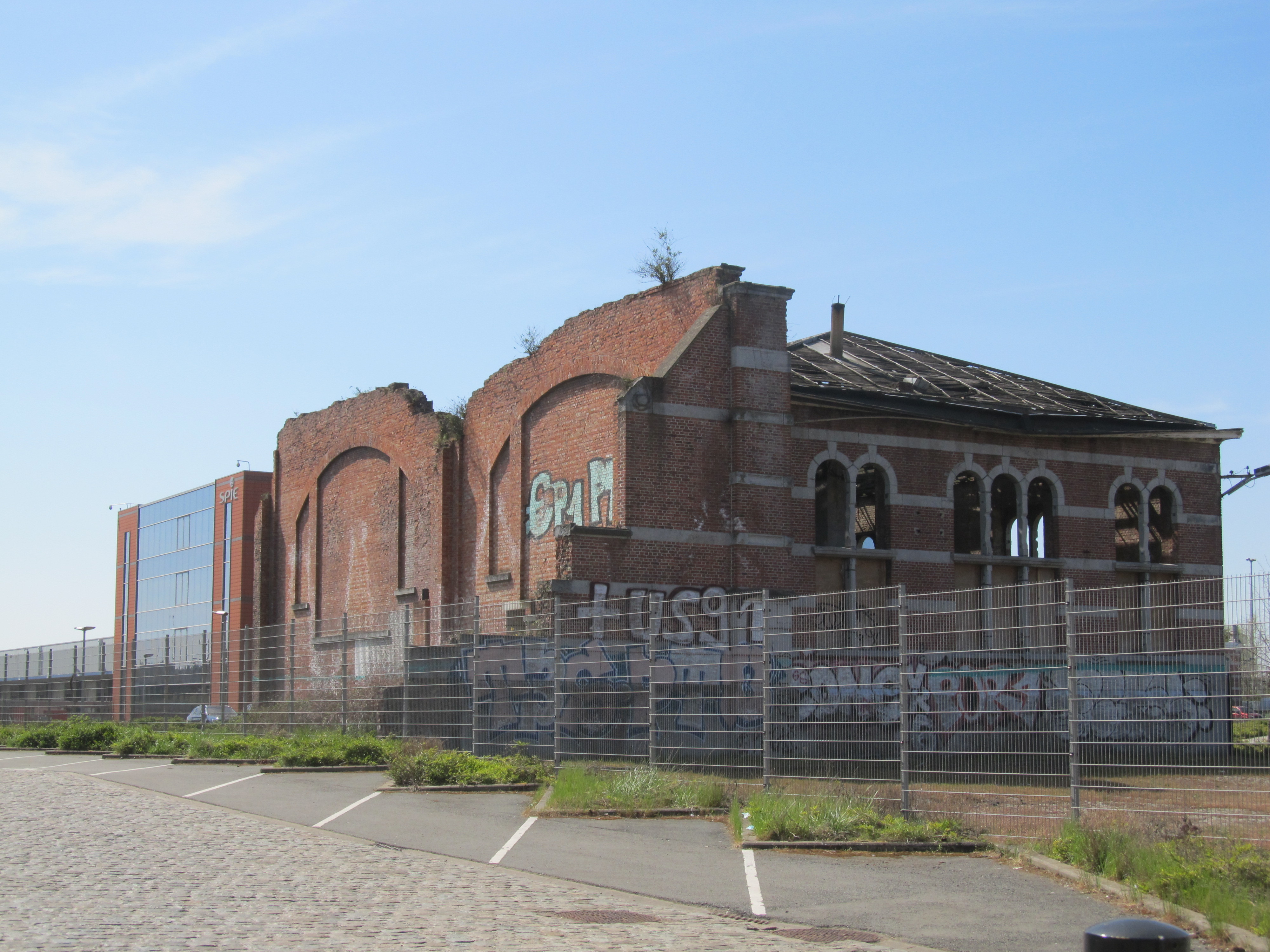
La gare de Petite-Ile en 2021.

Dans les faits, le train ne se remit en route que le lendemain à 7 h 15. Dans le long virage vers Malines, la locomotive qui n'est pas adaptée pour ce type de convoi, patine. Il faut sabler mais les sablières ont été vidées fort opportunément. Il faut appeler une seconde motrice de Bruxelles qui finit par arriver, elle est conduite par Gerardy. À Malines, le SS commandant les deux wagons FLAK (DCA) demande que les deux soient placés en queue de train. Le chef de train allemands refuse. La route vers Anvers est bloquée, le convoi doit à nouveau rentrer à Bruxelles pour tenter de passer par Liège. Les deux wagons Flak sont laissés à Malines et le convoi fait désormais route vers son point de départ. À Bruxelles lorsque le convoi paré de deux locomotives arrive à la gare de marchandise de Petite-Île vers 10 h 15, la confusion est indescriptible. Des officiers de toutes unités souhaitent les réquisitionner. Que vont devenir les prisonniers ? Le conducteur Verheggen en profite et s'éclipse discrètement tandis que Pochet laisse mourir la chaudière. Finalement, la nouvelle arrive Jungclaus a consenti de faire libérer les prisonniers en échange de la certitude que leurs blessés intransportables seraient bien soignés. Les portes des wagons s'ouvrent vers 10 h 30, les prisonniers sont pris en charge par la Croix-Rouge,,.
Environ 1 500 prisonniers sont libérés parmi ceux-ci se trouvent une cinquantaine de pilotes alliés et des membres de la résistance dont certains issus du Service EVA.